# Kanton Chemillé-en-Anjou
Het kanton Chemillé-en-Anjou, voorheen Chemillé-Melay, is een kanton van het Franse Maine-et-Loire in de arrondissementen Angers (6) en Cholet (1). 
Het kanton werd opgericht op 22 maart 2015 bij toepassing van het decreet van 26 februari 2014. Het werd gevormd uit alle 9 gemeenten van het op die dag opgeheven kanton Chemillé, 11 gemeenten van het kanton Thouarcé, de gemeenten Aubigné-sur-Layon en La Salle-de-Vihiers van het kanton Vihiers, de gemeente Martigné-Briand van het kanton Doué-la-Fontaine en de gemeente Mozé-sur-Louet van het kanton Les Ponts-de-Cé.
Het decreet van 5 maart 2020 heeft de naam van het kanton aangepast aan de gewijzigde naam van zijn hoofdplaats.

## Gemeenten
Het kanton omvatte bij zijn oprichting 24 gemeenten.
Op 15 december 2015 werden de gemeenten Chanzeaux, La Chapelle-Rousselin, Chemillé-Melay (samengesteld uit Chemillé en Melay), Cossé-d'Anjou, La Jumellière, Neuvy-en-Mauges, Sainte-Christine, Saint-Georges-des-Gardes, Saint-Lézin, La Salle-de-Vihiers, La Tourlandry en Valanjou samengevoegd tot de fusiegemeente (commune nouvelle) : Chemillé-en-Anjou
Op 31 december 2015 werden de gemeenten Saint-Aubin-de-Luigné (uit het kanton Chalonnes-sur-Loire en Saint-Lambert-du-Lattay) samengevoegd tot de fusiegemeente (commune nouvelle) : Val-du-Layon. Het decreet van 5 maart 2020 heeft deze gemeente in haar geheel toegewezen aan het kanton Chemillé-en-Anjou.
Op 1 januari 2016 werden de gemeenten Champ-sur-Layon, Faveraye-Mâchelles, Faye-d'Anjou, Rablay-sur-Layon en Thouarcé samengevoegd tot de fusiegemeente (commune nouvelle) : Bellevigne-en-Layon.
Op 1 januari 2017 werden de gemeenten Martigné-Briand, Chavagnes en Notre-Dame-d'Allençon samengevoegd tot de fusiegemeente (commune nouvelle) : Terranjou
Het kanton omvat sindsdien de volgende 7 gemeenten:
- Aubigné-sur-Layon
- Beaulieu-sur-Layon
- Bellevigne-en-Layon
- Chemillé-en-Anjou
- Mozé-sur-Louet
- Terranjou
- Val-du-Layon